# Раджек, Марк
Марк Раджек (исп. Mark Rajack; род. 14 июня 1981 года) — тринидадский лыжник. Участник трех чемпионатов мира по лыжным видам спорта.

## Биография
Родился в Тринидаде и Тобаго. В 2012 году, после переезда в Канаду, серьезно занялся лыжными гонками, став единственным представителем своей страны на крупных соревнованиях..
Наивысший результат на чемпионатах мира - 121-е место в спринте в шведском Фалуне в 2015 году. Специализируется на спринтерских дистанциях.

## Статистика выступлений на чемпионатах мира
| Год  | Место проведения  | Спринт | Ком. спринт | 15 км | Дуатлон | Марафон |
| ---- | ----------------- | ------ | ----------- | ----- | ------- | ------- |
| 2015 | Фалун             | 121    | —           | —     | —       | —       |
| 2017 | Лахти             | 145    | —           | —     | —       | —       |
| 2019 | Зефельд-ин-Тироль | 143    | —           | —     | —       | —       |